# Alicanto
De alicanto is een Zuid-Amerikaans fabeldier. Deze vogel haalt zijn voedsel uit de mineraaladers in de Chileense bergen. Als hij goud eet, straalt hij als de zon. Eet hij zilver, dan schittert hij als de maan. Als gevolg van zijn zwaar op de maag liggende voedsel, zou de alicanto niet kunnen vliegen. Als het dier veel gegeten heeft, kan het nauwelijks lopen.
Reizigers en mijnwerkers die de vogel horen, volgen een lichtje door de duisternis in de hoop dat het de alicanto is, die hen naar rijkdom zal leiden. Maar de lichten doven plotseling (als de alicanto zijn vleugels dichtslaat), zodat men in het holst van de nacht in de duisternis verdwaald is. Als de vogel vermoedt dat hij gevolgd wordt, verandert hij van richting en lokt ze richting een klif, waaronder de onfortuinlijke mensen hun dood vinden.
De alicanto zou nauw verwant zijn aan de cucuio en de ercinee.